# Lycaena rubrimaculata
Lycaena rubrimaculata är en fjärilsart som beskrevs av Courvoisier 1913. Lycaena rubrimaculata ingår i släktet Lycaena och familjen juvelvingar. Inga underarter finns listade i Catalogue of Life.